# Brandonnet
Brandonnet è un comune francese di 319 abitanti situato nel dipartimento dell'Aveyron nella regione dell'Occitania.
Il suo territorio comunale è bagnato dalle acque del fiume Alzou.

## Società

### Evoluzione demografica
Abitanti censiti